# Tamia mineur
Neotamias minimus
Espèce
Statut de conservation UICN

 LC  : Préoccupation mineure
Le Tamia mineur (Neotamias minimus) ou Suisse du Nord est un petit rongeur de la famille des sciuridés. Comme son nom l’indique, il s’agit du plus petit représentant des tamias d’Amérique du Nord.  On le retrouve dans les forêts de conifères et mixtes, de l'Ouest du Québec au Yukon ainsi que dans l'Ouest des États-Unis.

## Dénominations
- Nom scientifique valide : Neotamias minimus (Bachman, 1839)[3]
- Nom typique en français : Tamia mineur (RLRQ)[4].
- Noms vernaculaires (langage courant) pouvant désigner éventuellement d'autres espèces : Tamia, Suisse, Suisse du Nord en Amérique du Nord, Chipmunk.

## Description
Il s'agit de la plus petite espèce de tamia, mesurant environ 15,7 à 25 cm de longueur totale pour un poids de 25 à 66 cm. Le corps présente une teinte allant du gris au brun rougeâtre sur les flancs, et une coloration blanc grisâtre sur les parties inférieures. Le dos est marqué de cinq bandes allant du brun foncé au noir, séparées par quatre bandes blanches ou crème, qui s'étendent de la nuque à la base de la queue. Deux bandes claires et deux bandes sombres marquent le visage, s'étendant du bout du museau jusqu'aux oreilles. La queue, touffue, est de couleur brun orangé et mesure 10 à 11 cm de long. 
Cette espèce se différencie du Tamia rayé par sa plus petite taille, son teint plus gris et sa queue plus longue, toutefois, dans certaines zones où son aire de répartition chevauche celle du tamia amène, il peut être difficile, voire impossible, de distinguer les deux espèces sur le terrain ; un examen en laboratoire des structures squelettiques peut être nécessaire.
Comme chez les autres tamias, on compte quatre doigts à chaque patte avant et cinq à chaque patte arrière. Les femelles possèdent huit mamelons. Le rapport masse cérébrale/masse corporelle chez le tamia mineur est inférieur à celui des autres espèces de tamias vivant dans la même région, ce qui suggère une préférence pour des environnements moins complexes.

## Distribution et habitat
Les tamias mineurs sont présents dans la majeure partie de l’ouest des États-Unis, depuis le nord du Nouveau-Mexique et l’ouest du Dakota du Nord et du Sud jusqu’à l’est de la Californie, de l’Oregon et de l’État de Washington, ainsi que dans une grande partie du sud et de l’ouest du Canada, depuis le Yukon et le sud-est de la Colombie-Britannique jusqu’au centre de l’Ontario, en passant par la péninsule supérieure du Michigan et les régions voisines du Wisconsin et du Minnesota. On dénombre jusqu’à 21 sous-espèces dans cette aire de répartition.
Moins arboricoles que les autres tamias, les tamias mineurs se rencontrent couramment dans les habitats constitués d’armoises et les forêts de conifères, ainsi qu’en bordure de rivière. On les trouve également dans les prairies alpines et à la lisière de la toundra septentrionale.

## Comportement
Le tamia mineur est un animal diurne, se nourrissant de graines, de baies, de noix, de fruits et d’insectes. Il marque d’urine les zones appauvries en nourriture, et n’y reviens plus. La taille de son domaine vital varie considérablement, allant de 0,1 hectare dans le nord du Michigan jusqu’à 5,5 hectares dans le Colorado.
En raison de sa petite taille, il est généralement dominé par le tamia àamène, qui peut l’écarter des ressources alimentaires lorsque celles-ci sont abondantes. Toutefois, comme ses besoins énergétiques sont moindres, le tamia mineur est souvent plus abondant dans les milieux pauvres en ressources. Il est particulièrement agile, et des vitesses allant jusqu’à 7,7 km/h ont été enregistrées dans des conditions naturelles.
Parmi ses prédateurs figurent différents rapaces comme des faucons et des chouettes ou encore des mésocarnivores comme des mustélidés.
Le tamia mineur passe l’hiver dans des terriers, et constitue des réserves de nourriture dispersées dans de petites fosses dissimulées sous des rondins ou d’autres abris naturels. Les terriers comprennent une chambre unique d’environ 15 cm de diamètre, avec des galeries de 7,5 cm de diamètre et une longueur moyenne de 1,7 mètre. Ils comportent généralement de deux à quatre entrées, souvent dissimulées par des rochers, et se situent à environ 18 cm de profondeur. En été, ils peuvent construire des nids temporaires dans les arbres à partir de feuilles et d’herbes, ou encore occuper des cavités creusées par des pics.
Le tamia mineur n’hiberne pas et n’accumule pas de graisse en automne. Il survit plutôt à l’hiver en entrant dans un état de torpeur prolongée, entrecoupé de périodes d’éveil pour consommer ses réserves alimentaires. La durée de cette inactivité hivernale dépend de la latitude : elle s’étend de la fin novembre à la mi-mars au Michigan, et de la mi-octobre à la fin avril dans le nord du Manitoba.

## Reproduction
Les femelles entrent en œstrus dans la semaine qui suit leur sortie du terrier au printemps, et l’accouplement a généralement lieu entre mars et mai. La gestation dure de 28 à 30 jours, avec une seule portée par an, composée de trois à sept petits. Toutefois, une femelle ayant perdu sa portée peu après la naissance peut parfois se reproduire de nouveau au cours de la même année. 
Les petits naissent nus et aveugles, mesurant environ 5 cm et pesant environ 6 g. Ils sont capables de se tenir debout et d’ouvrir les yeux au bout de 27 jours, et sont sevrés à 36 jours. Ils atteignent leur maturité sexuelle à l’âge d’un an, bien qu’ils ne se reproduisent pas systématiquement avant leur deuxième année. En captivité, leur espérance de vie peut atteindre six ans.

## Galerie

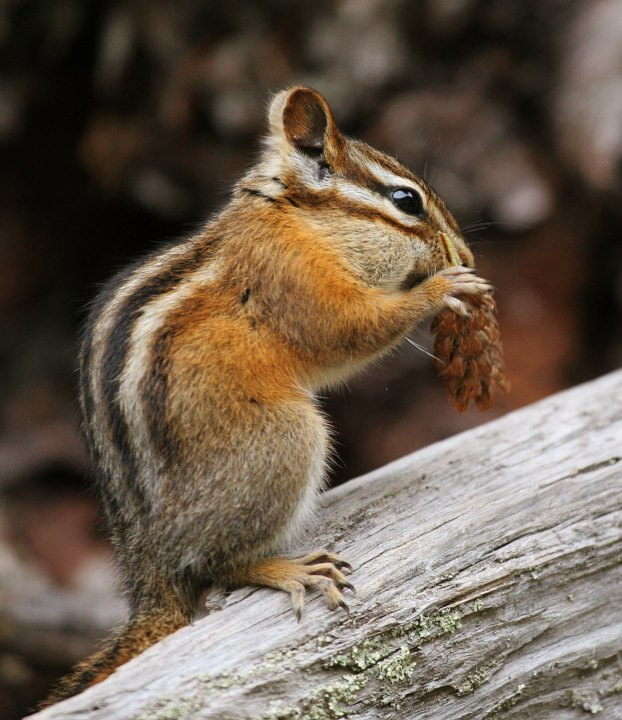
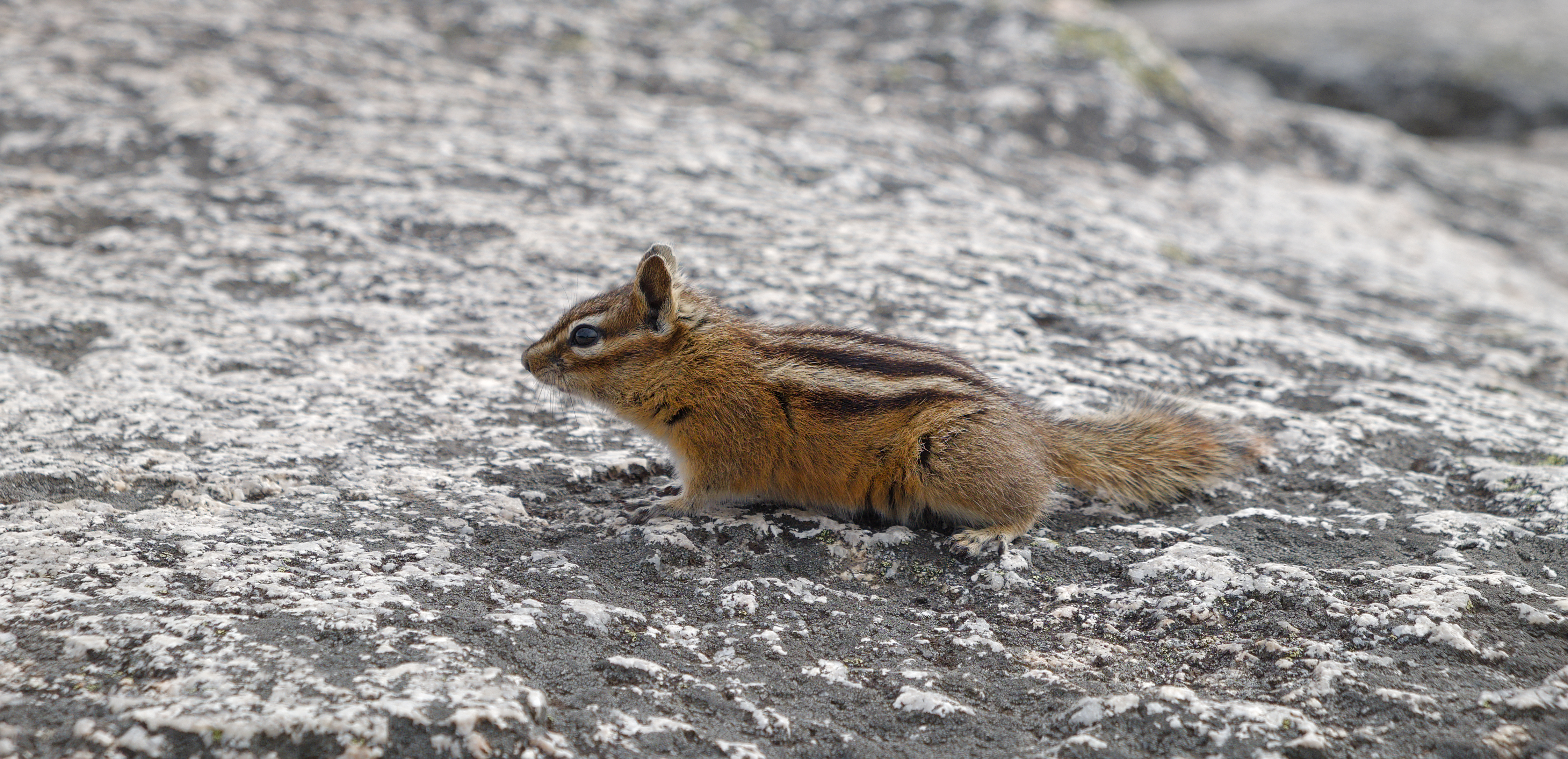
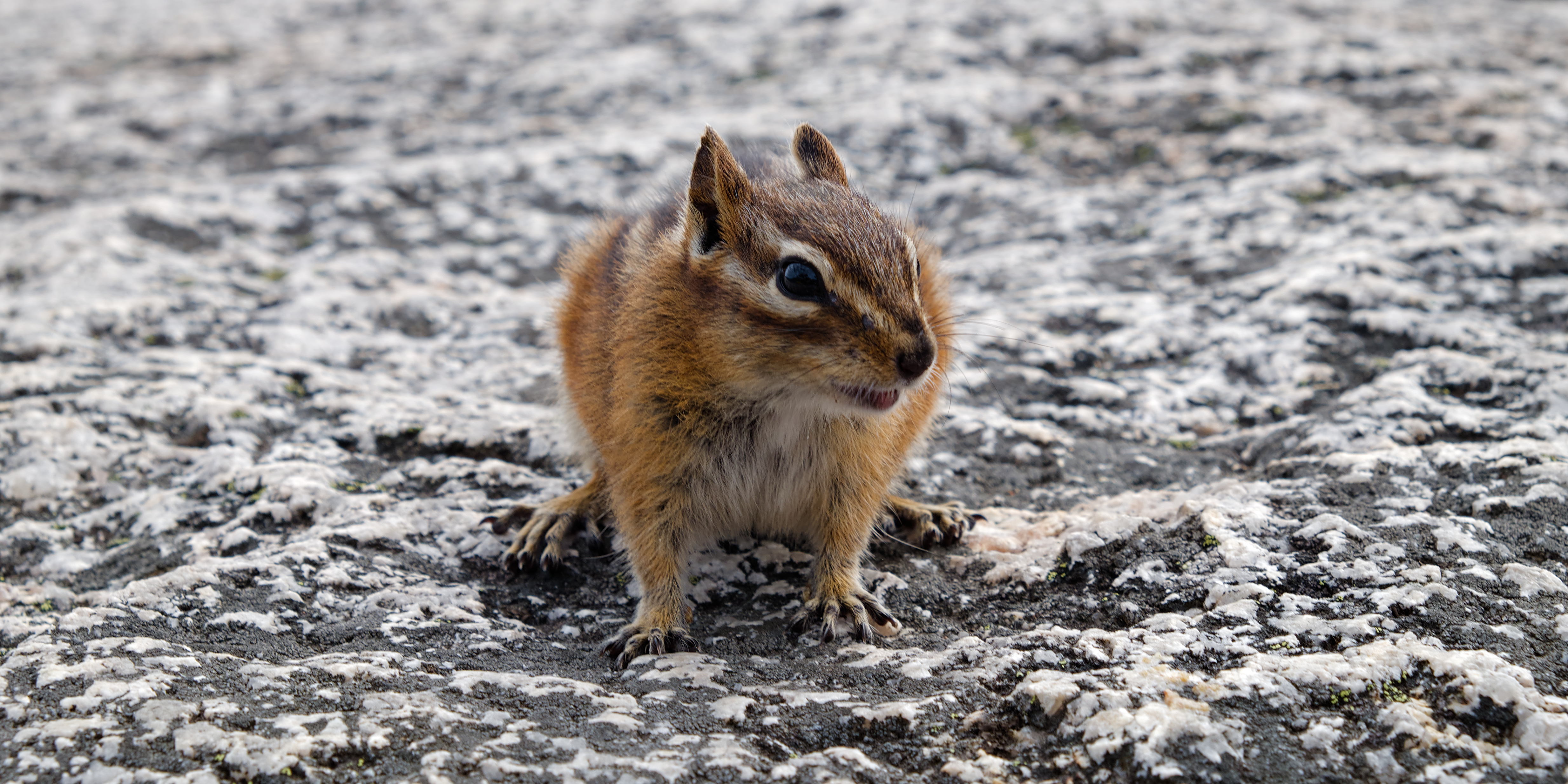